# تنغ تف (زلاغي الغربي)
تنغ تف (بالفارسية: تنگ تاف) هي قرية تقع في إيران في قسم زلاغي الغربي الریفي. يقدر عدد سكانها بـ 68 نسمة .